# Dell Prairie, Wisconsin
Dell Prairie là một thị trấn thuộc quận Adams, tiểu bang Wisconsin, Hoa Kỳ. Năm 2010, dân số của thị trấn này là 1.507 người.